# Elisabeth Reisinger
Elisabeth Reisinger (2 agosto 1996) è un'ex sciatrice alpina austriaca, vincitrice della Coppa Europa nel 2019.

## Biografia
Elisabeth Reisinger, specialista delle prove veloci originaria di Peilstein im Mühlviertel, ha debuttato nel Circo bianco nel dicembre del 2011 disputando uno slalom speciale a Sölden, valido come gara FIS. Ha esordito in Coppa Europa il 6 gennaio 2014 a Zinal in slalom gigante, senza concludere la gara, e in Coppa del Mondo il 4 dicembre 2015, classificandosi 48ª nella discesa libera di Lake Louise. In Coppa Europa ha colto il primo podio l'11 gennaio 2018 a Innerkrems in supergigante (3ª) e la prima vittoria il 20 dicembre dello stesso anno ad Altenmarkt-Zauchensee nella medesima specialità; al termine della stagione 2018-2019 si è aggiudicata sia la classifica generale, sia quelle di discesa libera e di supergigante del circuito continentale, nel quale ha conqusitato l'ultima vittoria il 9 dicembre 2021 a Zinal in supergigante.
Ha ottenuto il miglior risultato in Coppa del Mondo il 29 gennaio 2022 a Garmisch-Partenkirchen in discesa libera (6ª) e l'ultimo podio in Coppa Europa il 7 febbraio 2023 a Sarentino in supergigante (2ª); ha preso per l'ultima volta il via in Coppa del Mondo il 9 dicembre 2023 a Sankt Moritz in discesa libera, senza completare la prova, e si è ritirata al termine della stagione 2024-2025: l'ultima gara della sua carriera, segnata da ripetuti infortuni, è stata il supergigante dei Campionati austriaci 2025, disputato a Mölltaler Gletscher l'11 aprile e nel quale la Reisinger ha vinto la medaglia di bronzo. Non ha preso parte a rassegne olimpiche o iridate.

## Palmarès

### Coppa del Mondo
- Miglior piazzamento in classifica generale: 41ª nel 2020

### Coppa Europa
- Vincitrice della Coppa Europa nel 2019
- Vincitrice della classifica di discesa libera nel 2019
- Vincitrice della classifica di supergigante nel 2019
- 14 podi:
  - 7 vittorie
  - 3 secondi posti
  - 4 terzi posti

#### Coppa Europa - vittorie
| Data             | Località              | Paese    | Specialità |
| ---------------- | --------------------- | -------- | ---------- |
| 20 dicembre 2018 | Altenmarkt-Zauchensee | Austria  | SG         |
| 17 gennaio 2019  | Val di Fassa          | Italia   | DH         |
| 29 gennaio 2019  | Les Diablerets        | Svizzera | SG         |
| 29 gennaio 2019  | Les Diablerets        | Svizzera | SG         |
| 16 febbraio 2019 | Crans-Montana         | Svizzera | DH         |
| 17 febbraio 2019 | Crans-Montana         | Svizzera | DH         |
| 9 dicembre 2021  | Zinal                 | Svizzera | SG         |

Legenda:

DH = discesa libera

SG = supergigante

### Campionati austriaci
- 2 medaglie[2]:
  - 1 argento (discesa libera nel 2015)
  - 2 bronzi (supergigante nel 2025)